# Шимоюр
Шимоюр — река на Курилах, протекает в юго-западной части острова Парамушир по территории Северо-Курильского городского округа Сахалинской области России.
Длина — 19 км. Площадь водосборного бассейна — 110 км².
Шимоюр начинается вблизи перевала Вьючный на хребте Левингсона-Лессинга. Общее направление течения с юго-востока на северо-запад. Впадает в Охотское море юго-западнее мыса Шелехова.